# Catocala separata
Catocala separata is een vlinder uit de familie van de spinneruilen (Erebidae). De wetenschappelijke naam van de soort is voor het eerst geldig gepubliceerd in 1848 door  Freyer.
Deze nachtvlinder komt voor in Europa.